# Група Прюфера

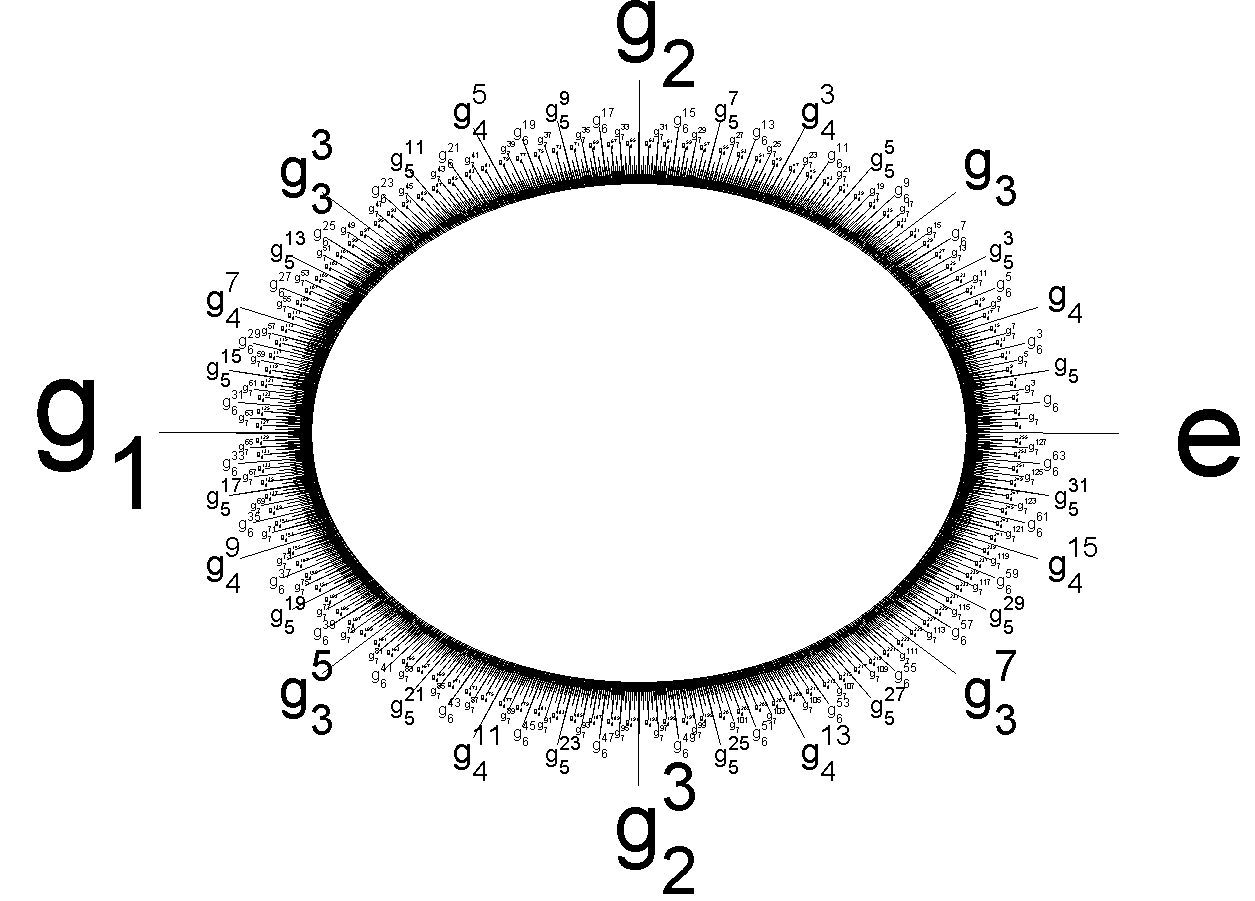
2-група Прюфера із заданням g_{n}: g_{n+1}^{2} = g_{n}, g_{1}^{2} = e, зображена як підкрупа одиничного кола на комплексній площині

У теорії груп  p-групою Прюфера (або квазіциклічною p-групою) для фіксованого простого числа p називається єдина p-група в якій для будь-якого елементу існує рівно p коренів p-го степеня.
Зазвичай позначається як Z(p∞). Названа на честь німецького математика Гайнца Прюфера.

## Властивості
- p-групу Прюфера можна розглядати як підгрупа U(1), що складається з комплексних коренів з одиниці степенів pn для всіх натуральних чисел n:

{\displaystyle \mathbb {Z} (p^{\infty })=\{\exp(2\pi im/p^{n})\mid m\in \mathbb {N} ,\,n\in \mathbb {N} \}.\;}
- Еквівалентно квазіциклічну p-групу можна розглядати як підгрупу Q/Z, що складається з елементів, порядок яких є степенем p:

{\displaystyle \mathbb {Z} (p^{\infty })=\mathbb {Z} [1/p]/\mathbb {Z} .}
- Також p-група Прюфера може бути задана генеруючими елементами і співвідношеннями:

{\displaystyle \mathbb {Z} (p^{\infty })=\langle \,g_{1},g_{2},g_{3},\ldots \mid g_{1}^{p}=1,g_{2}^{p}=g_{1},g_{3}^{p}=g_{2},\dots \,\rangle .}
- Квазіциклічна p-група є єдиною нескінченною p-групою, що є локально циклічною, тобто будь-яка скінченна підмножина її елементів породжує циклічну групу). Всі власні підгрупи квазіциклічної групи є циклічними.

- Також можна записати

{\displaystyle \mathbf {Z} (p^{\infty })=\mathbf {Q} _{p}/\mathbf {Z} _{p}}
де Qp позначає адитивну групу p-адичних чисел, а Zp — підгрупу p-адичних цілих чисел.
- Квазіциклічна група є подільною. Кожна абелева подільна група є прямою сумою копій раціональних чисел (проіндексованих деякою можливо нескінченною множиною) і копій Z(p∞) для всіх простих чисел (зновуж проіндексованих деякими можливо нескінченними множинами). Потужності індексуючих множин для копій всіх Z(p∞) Q визначають абелеву подільну групу із точністю до ізоморфізму.
- В теорії локально компактних топологічних груп квазіциклічна p-група із дискретною топологією, є двоїстою до компактної групи p-адичних чисел.
- Квазіциклічні p-групи, для всіх простих p є єдиними нескінченними групами, для яких множина підгруп є лінійно впорядкованою по вкладенню:

{\displaystyle 0\subset \mathbf {Z} /p\subset \mathbf {Z} /p^{2}\subset \mathbf {Z} /p^{3}\subset \cdots \subset \mathbf {Z} (p^{\infty }).}
- За цими вкладеннями p-група Прюфера є індуктивною границею своїх скінченних підгруп.
- Як {\displaystyle \mathbb {Z} }-модуль, p-група Прюфера є прикладом артинового але не нетерового модуля.
- Кільце ендоморфізмів групи Z(p∞) є ізоморфним кільцю p-адичних цілих чисел Zp.